# Starý kostel (Messukylä)
Messukyläský starý kostel (finsky Messukylän vanha kirkko) je středověký kamenný kostel stojící v tamperské čtvrti Messukylä. Kostel je nejstarší budovou v Tampere. Jeho patronem je archanděl Michael. Proto má přezdívku Mikko.
Kostel byl postaven mezi lety 1510 až 1530. Přesný rok se v žádném pramenu nedochoval. Sakristie pochází z poloviny 15. století. V roce 1879 byl v obci otevřen i nový Messukyläský kostel.